# São José (Santa Maria)
São José (pronunciación portuguesa: [s'äw Joz'E], ‘San José’) es un barrio del distrito de Sede, en el municipio de Santa Maria, en el estado brasileño de Río Grande del Sur. Está situado en el este de Santa Maria.

## Villas
El barrio contiene las siguientes villas: Jardim Lindóia, Loteamento Barroso, Parque do Sol, São José, Vila Farroupilha, Vila Figueira, Vila Sarandi, Vila Sargento Dornelles.

## Galería de fotos

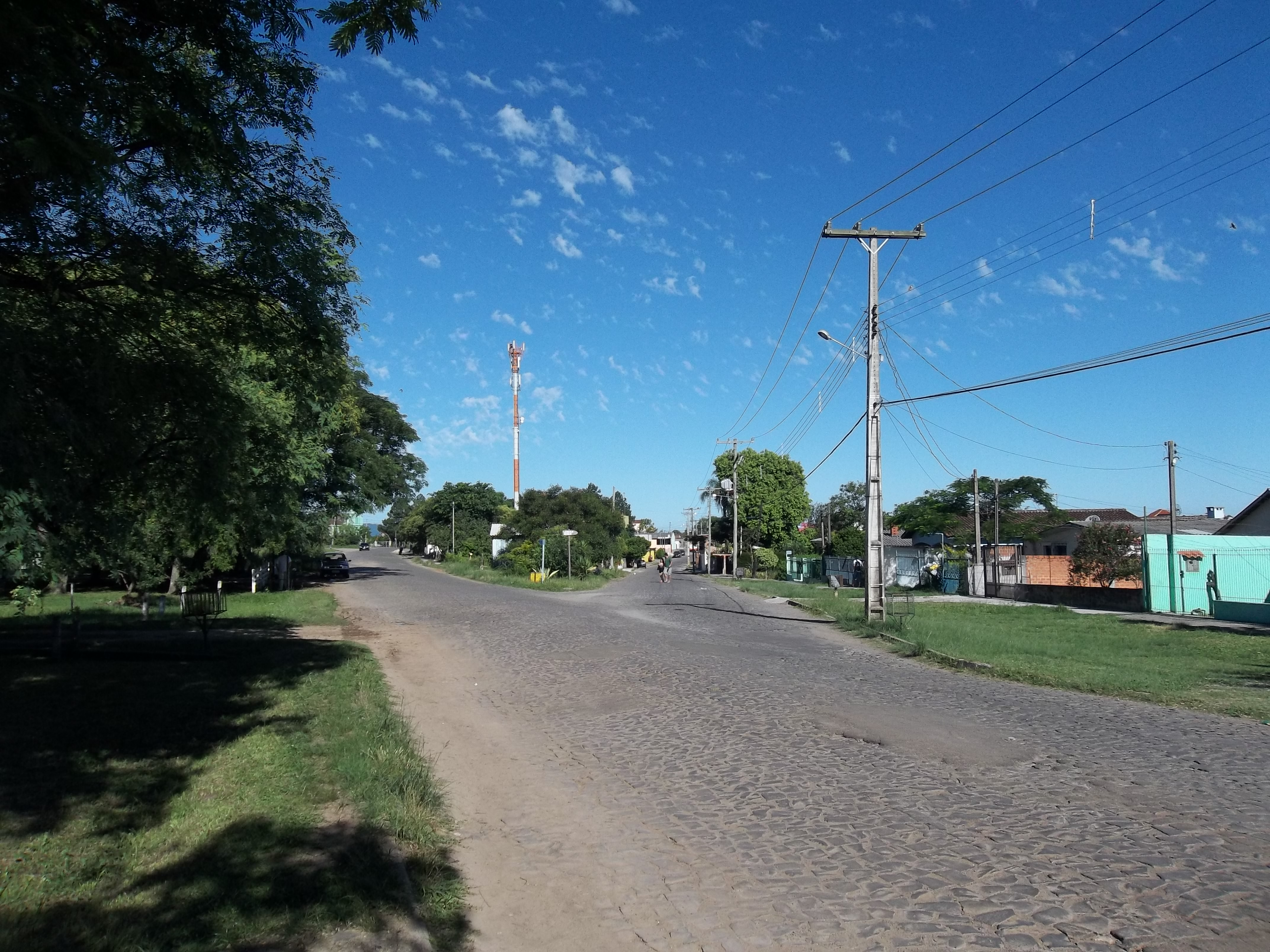
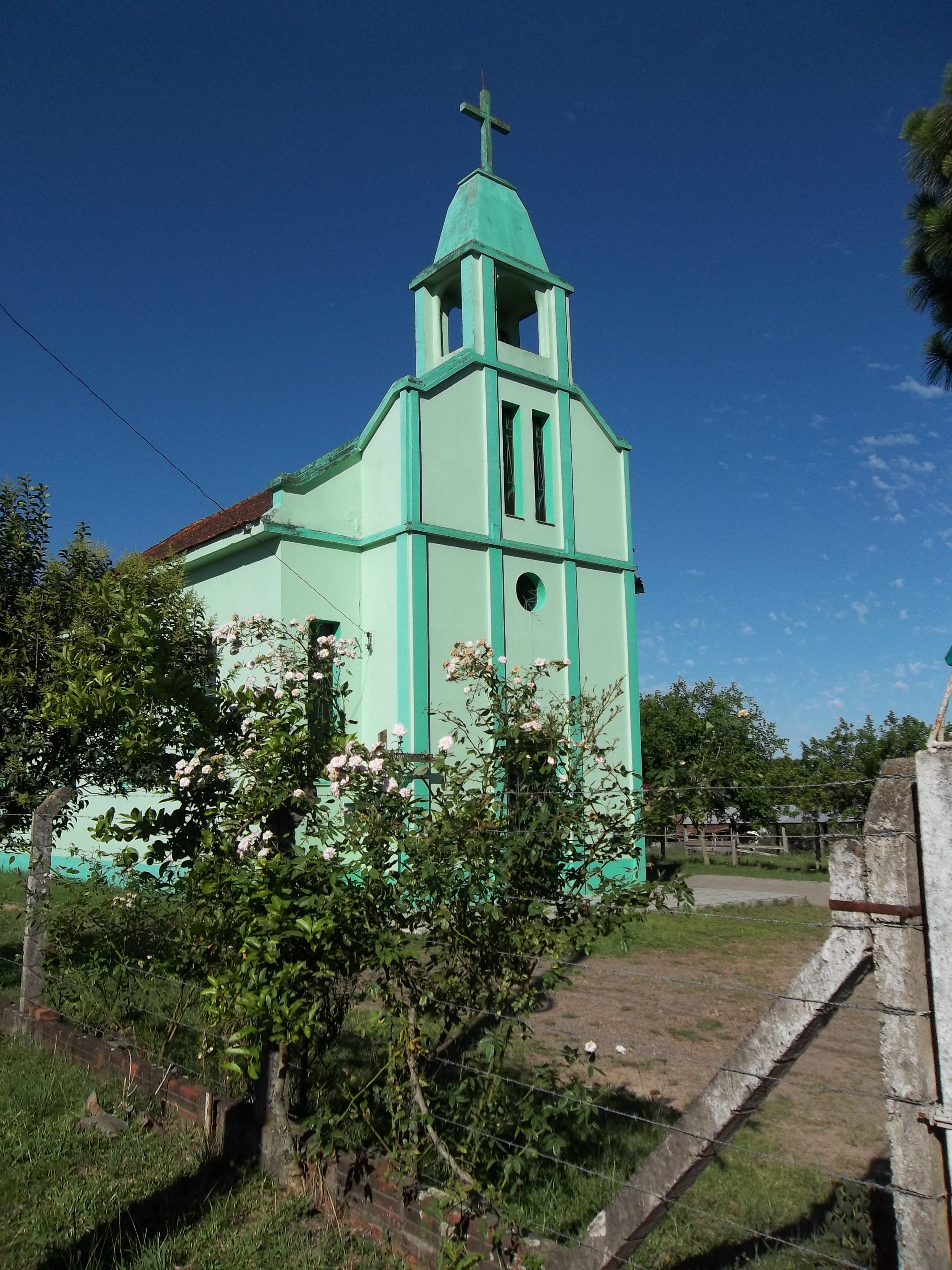
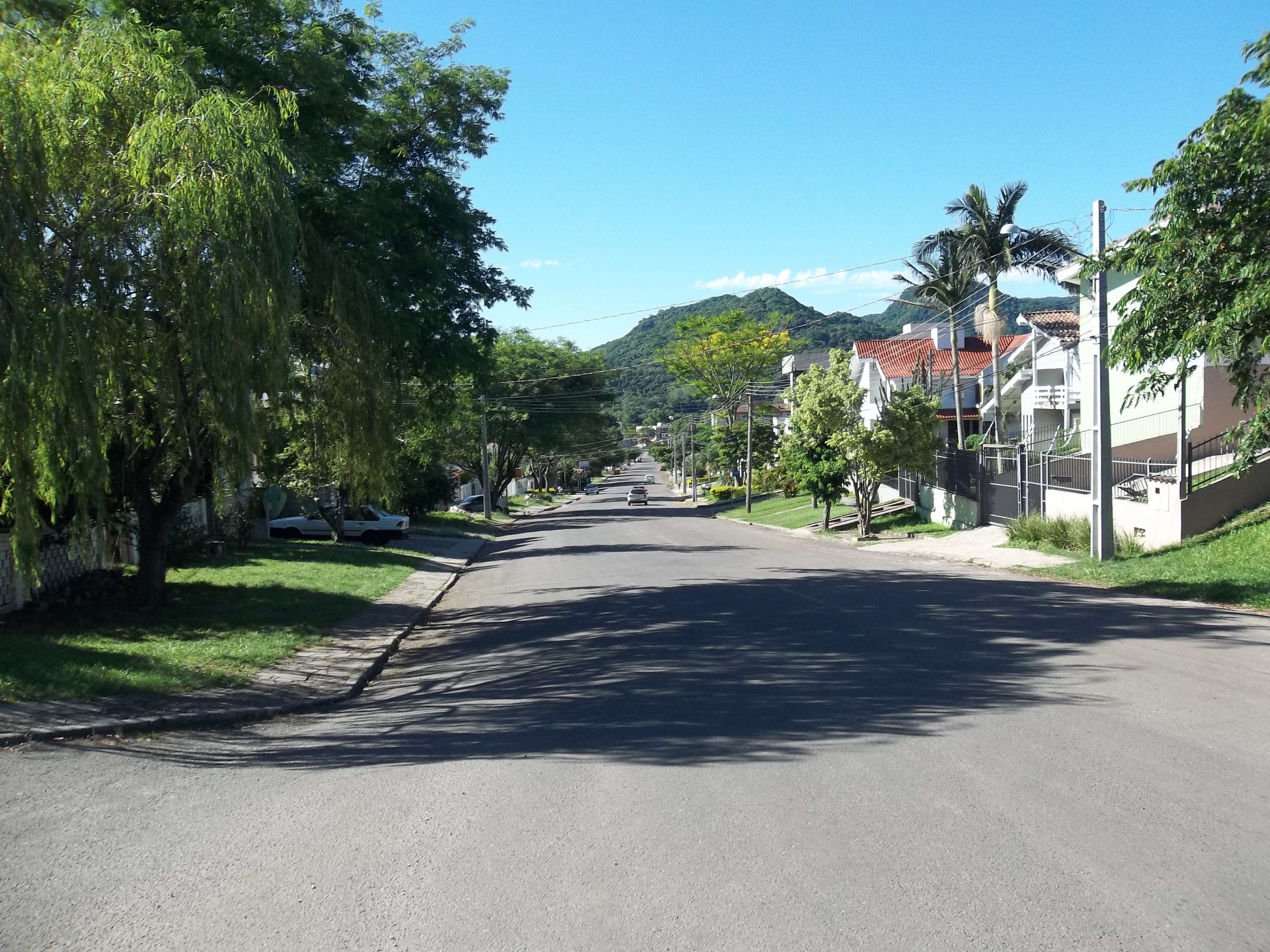
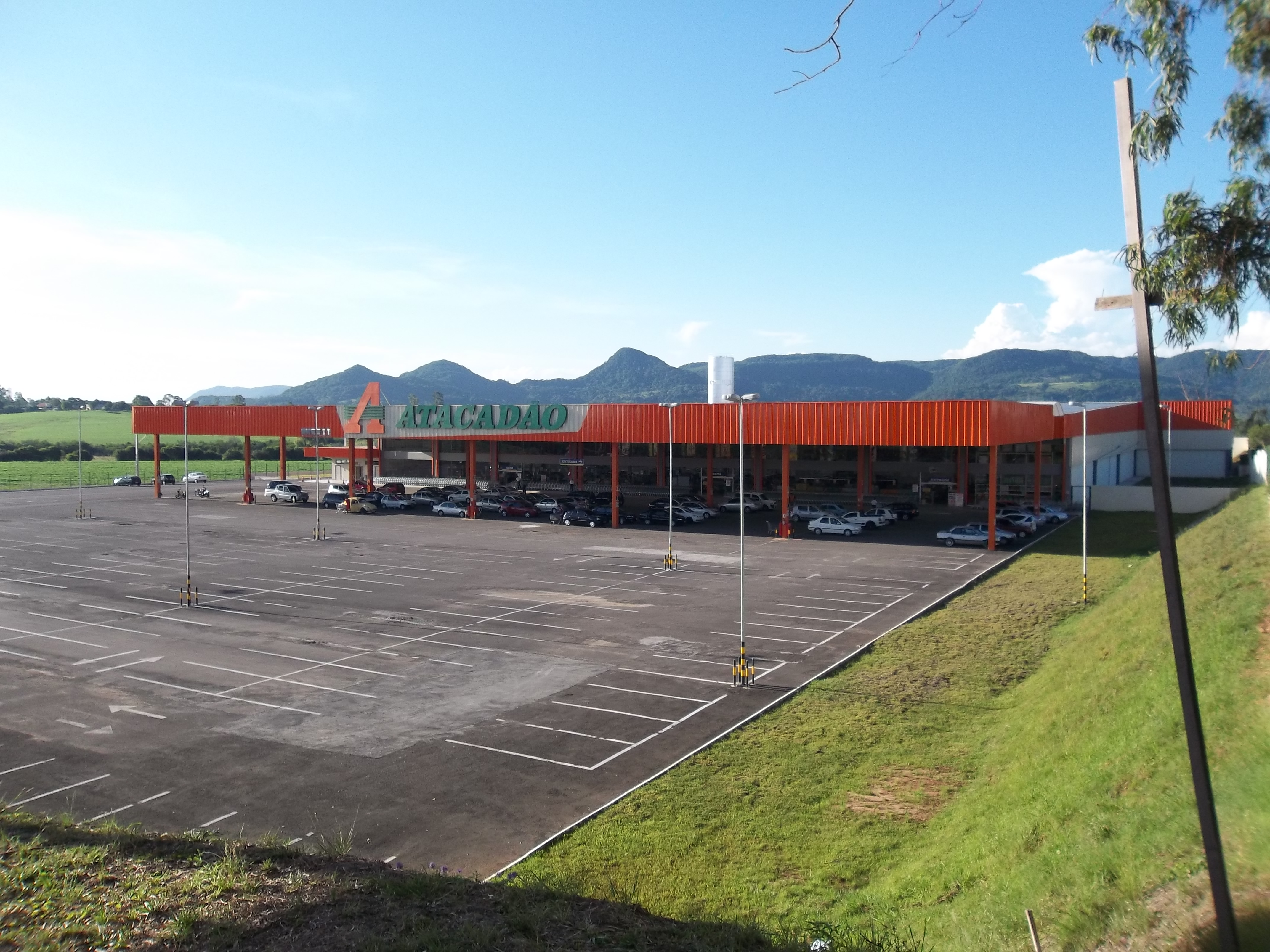

| Noroeste: Km 3                       | Norte: Pé de Plátano                     | Nordeste: Pé de Plátano |
| Oeste: Cerrito                       |                                          | Este: Camobi            |
| Suroeste: Diácono João Luiz Pozzobon | Sur: Diácono João Luiz Pozzobon / Camobi | Sureste: Camobi         |